# Thorvald Lammers
Thorvald Amund Lammers, född 15 januari 1841 i Modum i Norge, död 8 februari 1922 i Aker i Norge, var en norsk operasångare (baryton), sånglärare och dirigent. Han var son till bergmästaren Amund Lammers och brorson till prästen Gustav Adolph Lammers.

## Biografi
Lammers blev 1865 juris kandidat och utbildade sig i sång hos Fritz Arlberg i Stockholm 1870 och hos Francesco Lamperti i Milano 1871–1874 samt uppträdde på flera italienska operascener. Åren 1874–1877 var han anställd vid operan i Kristiania och uppträdde 1877 i Stockholm samt 1878 i London. Lammers instiftade 1879 Korforeningen i Kristiania som år 1902 fick namnet Cæciliaforeningen och dirigerade 1880–1884 Haandværkerforeningen. Han var en framstående kördirigent, sånglärare och sångare. Förtjänstfullt var hans framförande av gamla norska folkvisor. Lammers utgav Store musikere (1912).

## Sånger (i urval)
- Otte norske folkeviser
- Tag disse perler
- Gamle Norig
- Ved Karmø
- En tylvt stev
- Der ligger et land
- Sølvet (med text av Henrik Ibsen)
- Fred (med text av Bjørnstjerne Bjørnson)